# المركز الوطني لتعزيز الصحة النفسية
المركز الوطني لتعزيز الصحة النفسية، منظمة غير ربحية ولا إعلامية يعتبر العمل التطوعي أحد ركائزه، وقد أنشئ كلجنة وطنية بقرار مجلس الوزراء السعودي رقم (104) بتاريخ 3/4/1430هـ، ويرأس اللجنة وزير الصحة مع فريق عضوية ممثلة لعدة وزارات من بينها وزارة التعليم والرئاسة العامة لرعاية الشباب (الهيئة العامة للرياضة حاليا) ووزارة الشؤون الاجتماعية (وزارة العمل والتنمية الاجتماعية حاليا) وهيئة حقوق الإنسان. وفي يوليو 2019 تحولت اللجنة إلى مركز بناء على قرار مجلس الوزراء.

## الأهداف
يهدف المركز لتعزيز الصحة النفسية حقوقيا، من خلال العمل على مساعدة المرضى النفسيين وأسرهم، للحصول على الخدمات العلاجية والتأهيلية، وتعزيز برامج الصحة النفسية، وتصحيح المفاهيم المتعلقة بذلك، بالإضافة إلى تنسيق جهود الجهات الحكومية والأهلية الموجهة لهذه الفئة وذلك لحماية حقوقهم. كما يعمل على تعزيز برامج الصحة النفسية وتصحيح المفاهيم المتعلقة بذلك وتنسيق جهود الجهات الحكومية والأهلية الموجهة لهذه الفئة، وذلك لحماية حقوقهم.
ومن مهمات المركز التنسيق والمتابعة مع الأجهزة المعنية، فيما يتعلق بتنفيذ الخطط العلاجية والبرامج التأهيلية المرسومة، لرعاية المرضى النفسيين وأسرهم لتحقيق الترابط والتكامل بين أعمالها وتنظيم جهود الجهات الحكومية والأهلية في هذا المجال، مع مساندة النشاطات والبرامج التطويرية والتدريبية المتخصصة في مجال الصحة النفسية، بما يحقق رفع كفاية المختصين والعاملين في مجال رعاية هذه الفئة كما يقوم المركز بإصدار المطبوعات الإرشادية المتخصصة وإنتاج البرامج المسموعة والمرئية الموجهة إلى جميع فئات المجتمع لنشر ثقافة الصحة النفسية ومفاهيمها وطرق التعامل السليمة مع الاضطرابات النفسية والتخفيف من أثرها.
ويعمل بالموازاة مع ذلك على عقد الندوات واللقاءات العلمية حول أحدث أساليب التوعية والعلاج والتأهيل وإقرار برامج التوعية والتثقيف في هذا المجال لرفع مستوى الوعي لدى جميع فئات المجتمع والعمل على إجراء البحوث والدراسات المتعلقة بالصحة النفسية وسبل تعزيزها وطرق الوقاية من الأمراض النفسية، كما يعمل المركز على تشجيع إنشاء الدور الإيوائية المخصصة لرعاية المرضى النفسيين، وتقديم الاستشارات الطبية والفنية والمهنية، وتعزيز برنامج الدعم الذاتي للمرضى النفسيين وأسرهم ماليا وفنيا، والتنسيق مع الجهات المعنية في تنفيذ البرامج التأهيلية للمساعدة في عودة المريض ليصبح عضوا فاعلا في المجتمع.

## آلية العمل والمهام
يكون الغرض الأساسي للمركز العناية بالمرضى النفسيين وأسرهم، ويكون من مهماته ما يلي:
1. رسم السياسات الوطنية في مجال رعاية المرضى النفسيين وأسرهم وتحديد الأولويات اللازمة في هذا الشأن.
2. وضع القواعد النظامية والتنظيمية لأعمال المركز ونشاطاته واعتمادها من الجهة المختصة.
3. مراجعة الأنظمة والتعليمات المطبقة في مجال رعاية المرضى النفسيين وأسرهم واقتراح التعليمات اللازمة في شأنها، واقتراح ما يلزم من أنظمة ولوائح جديدة لرفع مستوى التأهيل النفسي والاجتماعي لهذه الفئة، والرفع عن ذلك وفقاً للإجراءات النظامية.
4. التنسيق والمتابعة مع الأجهزة المعنية فيما يتعلق بتنفيذ الخطط العلاجية والبرامج التأهيلية المرسومة لرعاية المرضى النفسيين وأسرهم، لتحقيق الترابط والتكامل بين أعمالها، وتنظيم جهود الجهات الحكومية والأهلية في هذا المجال.
5. مساندة النشاطات والبرامج التطويرية والتدريبية المتخصصة في مجال الصحة النفسية بما يحقق رفع كفاية المختصين والعاملين في مجال رعاية هذه الفئة.
6. إصدار المطبوعات الإرشادية المتخصصة وإنتاج البرامج المسموعة والمرئية الموجهة إلى جميع فئات المجتمع لنشر ثقافة الصحة النفسية ومفاهيمها وطرق التعامل السليمة مع الاضطرابات النفسية والتخفيف من أثرها.
7. الدعوة إلى عقد الندوات واللقاءات العلمية حول أحدث أساليب التوعية والعلاج والتأهيل وإقرار برامج التوعية والتثقيف في هذا المجال لرفع مستوى الوعي لدى جميع فئات المجتمع.
8. العمل على إجراء البحوث والدراسات المتعلقة بالصحة النفسية وسبل تعزيزها وطرق الوقاية من الأمراض النفسية.
9. تشجيع إنشاء الدور الإيوائية المخصصة لرعاية المرضى النفسيين وتقديم الاستشارات الطبية والفنية المهنية.
10. تعزيز برنامج الدعم الذاتي للمرضى النفسيين وأسرهم ماليا وفنيا والتنسيق مع الجهات المعنية في تنفيذ البرامج التأهيلية للمساعدة في عودة المريض ليصبح عضواً فاعلاً في المجتمع.